# Orimarga majuscula
Orimarga majuscula är en tvåvingeart som beskrevs av Alexander 1940. Orimarga majuscula ingår i släktet Orimarga och familjen småharkrankar. Inga underarter finns listade i Catalogue of Life.